# Secundă
Secunda, având simbolul „s”, este o unitate de măsură pentru timp.
În Sistemul Internațional este una dintre cele șapte unități fundamentale. Este definită ca
durata a 9 192 631 770 de perioade ale radiației ce corespunde tranziției dintre cele două niveluri hiperfine ale stării fundamentale a atomului de cesiu 133 în repaus la temperatura de 0 K.
Definiția secundei a fost inițial legată de perioada de rotație a Pământului în jurul propriei axe, prin împărțirea unei zile solare medii în 24 de ore, a fiecărei ore în 60 de minute, și a fiecărui minut în 60 de secunde, adică 1/86400 din ziua solară medie. Acest mod de definire a fost suficient de precis până când au apărut ceasuri mai exacte care au dovedit că rotația Pământului nu are o perioadă constantă, ci prezintă variații neregulate.

## Istoric și etimologie
Denumirile inițiale pentru subdiviziunile orei erau în latina medievală "pars minuta prima" și "pars minuta secunda" (adică parte mică de primul rang și respectiv parte mică de rangul al doilea). Prin simplificarea acestor expresii s-a ajuns la minutul și respectiv secunda de astăzi.
Numărul 60 folosit în divizarea orei și a minutului este probabil moștenit de la sistemul de numerație în baza 60 folosit de babilonieni. Se bănuiește că ziua a fost împărțită pentru prima dată în 24 de părți de către vechii egipteni.
Ca urmare, la propunerea matematicianului Carl Friedrich Gauß, secunda a fost definită ca 1/86400 din zi (ziua solară medie). În aceste condiții, se putea verifica experimental și legătura cu metrul: teoretic, la un pendul cu lungimea de 1 m timpul de mișcare între punctele extreme este de 1 s. Practic, în funcție de latitudine, apar abateri de câteva miimi de secundă.
Datorită neuniformității mișcării de rotație a Pământului, odată cu creșterea preciziei ceasurilor, a devenit necesară modificarea definiției secundei.
În 1960, secunda a fost redefinită ca fracțiunea 1/31 556 925,9747 a anului tropic la 1900/01/0 la ora 12 timpul efemeridelor.
În 1967, în urma progresului efectuat în realizarea ceasurilor atomice, secunda a fost din nou redefinită ca durata a 9 192 631 770 de perioade ale radiației ce corespunde tranziției dintre cele două niveluri hiperfine ale stării fundamentale ale atomului de cesiu 133. În 1997 a fost adăugată precizarea temperaturii considerate: 0 K.